# Финикас (окръг Пафос)
Фѝникас (на гръцки: Φοίνικας) е изоставено село в Кипър, окръг Пафос. Според статистическата служба на Република Кипър през 2001 г. селото няма жители.
Намира се на 3 км североизточно от Анарита.